# Skyttorp
Skyttorp is een plaats in de gemeente Uppsala in het landschap Uppland en de provincie Uppsala län in Zweden. De plaats heeft 664 inwoners (2005) en een oppervlakte van 89 hectare.

## Verkeer en vervoer
Bij de plaats loopt de Länsväg 290.
De plaats heeft een station aan de spoorlijn Stockholm - Sundsvall.